# CSM Târgu Jiu (fotbal)
CSM Târgu Jiu este un club de fotbal din Târgu-Jiu, județul Gorj, România, care în prezent evoluează în Liga a IV-a Gorj.

## Parcursul competițional
| Sezon   | Nivel | Divizie          | Poz.  | Note | Cupa României |
| ------- | ----- | ---------------- | ----- | ---- | ------------- |
| 2024–25 | 4     | Liga a IV-a (GJ) | 1 (C) |      |               |